# Вишна Олшава
Вишна Олшава (слч. Vyšná Olšava) насељено је мјесто са административним статусом сеоске општине (слч. obec) у округу Стропков, у Прешовском крају, Словачка Република.

## Становништво
| Година:    | 1994. | 2004.    | 2014.   | 2024.   |
| ---------- | ----- | -------- | ------- | ------- |
| Број људи: | 525   | 599      | 643     | 623     |
| Разлика:   |       | +14,09 % | +7,34 % | -3,11 % |

| Година:    | 2023. | 2024.   |
| ---------- | ----- | ------- |
| Број људи: | 629   | 623     |
| Разлика:   |       | -0,95 % |

Према подацима о броју становника из 2024. године насеље је имало 623 становника.